# Чачковський Лев Йосифович
Лев-Володимир Йосифович Чачковський (18 вересня 1867, Станиславів — 22 травня 1933, Буськ) —український правник-скарбовець у Галичині, археолог-аматор; дослідник поземелля княжих городів Галича-Крилоса (1925—1930), Теребовлі (1931), Звенигорода (1932), Белза (1932) та Буська (1933), дійсний член НТШ

## Життєпис
Народився у м. Станиславові (нині — Івано-Франківськ). При хрещенні отримав ще одне ім'я — Володимир. Батько — Йосиф Чачковський (пом. 1902) — від 1868 р. був викладачем математики та фізики у ц.-к. Бережанській гімназії, з часом — директором реальної школи у Станиславові, одним із засновників товариства «Бесіда» у місті. Мати — Емілія з Левицьких (пом. 29 липня 1908). Сестра Лева-Володимира Іванна (від 1898 р. дружина Іллі Кокорудза (пом. 1933), директора Української гімназії у Львові) — учителька народної школи, голова «Товариства руських женщин» з 1932 р. — «Союз українок», заклала «Фундацію Іллі й Іванни Кокорудзів», що сприяла розвитку українського шкільництва; похована, як і батьки та чоловік, на Личаківському цвинтарі).
У квітні 1910 р. увійшов до групи аматорів мандрівок, що стала пізніше основою заснованого в 1910 року в Станиславові туристичного товариства «Чорногора», яке проіснувало до Першої світової війни (товариство займалося вивченням і дослідженням Карпат, збиранням і розповсюдженням відомостей про історичні та природноландшафтні місця краю, охороною пам'яток історії, культури, природи, збиранням та зберіганням предметів старовини).
Був членом товариства «Просвіта».
Після отримання освіти багато років пропрацював радником Скарбової Дирекції у м. Станиславові аж до виходу на пенсію у 1925 р..
Він організував у 1927 р. і провадив у Станиславові історико-археологічний музей. У 1925—1930 роках разом із місцевим лікарем Ярославом Хмілевським досліджував поземелля давньої галицької столиці, у наслідку чого опублікував книгу «Давній Галич».
У 1932 р. працював разом з місцевими краєзнавцями: М. Мекелита, В. Вирош.
Був меценатом і здібним художником: у науковому вжитку дослідників історії давнього Галича є мапи і схеми, намальовані рукою Лева Чачковського. Придбав у Дорі коло Яремча земельну ділянку і подарував її Товариству українських митців.
Помер у м. Буську. Похований на Буському цвинтарі недалеко від центрального входу. На надмогильному пам'ятнику висічений напис: «Лев Чачковський, ем. радник скарбу, 18. ІХ. 1865 — 22. V. 1933, дослідник княжих городів Галича, Теребовлі, Звенигорода, Белза і Буська».

## Науковий доробок
Праці Л. Чачковського не втратили своєї пізнавальної та наукової вартості й нині. Попри те, що він не був професійним археологом, його розвідки, які проводив вже після того, як вийшов на пенсію, зайняли помітне місце в історії української археології. Праці вченого опубліковано тільки по його смерті:
- «Княжий Белз» (1936, ЗНТШ);
- «Княжий Галич [Архівовано 26 квітня 2016 у Wayback Machine.]» (1938, у співавторстві з Ярославом Хмілевським)[8];
- Чачковський Л., Княжий город Теребовля // Життя і знання. — Львів, 1932. — № 9. — С. 257—259;
- початки праці про княжий Буськ (1933) залишилися в рукописі.
- залишився рукопис про Теребовлю та околиці з детальними картосхемами й описом городищ у селах Довге, Семенів, Струсів, Янів (нині Долина) та урочищ біля Теребовлі[9].

У передмові до американського перевидання праці «Княжий Галич» (1952), оцінюючи роль Л. Чачковського у розвитку галицького краєзнавства та археології, Ярослав Пастернак писав: «Розшуки за княжим Галичем в терені припинила була Перша світова війна, і тільки в 1925 р. відновили їх полум'яний любитель української старовини Лев Чачковський із Станиславова, що пізніше досліджував поземелля княжих городів Теребовлі (1931), Звенигорода (1932), Белза (1932) та Буська-Бужська (1933-там і помер), та доктор Ярослав Хмілевський з Крилоса».

## Вшанування пам'яті
За частину заощаджень ученого і, можливо, за його заповітом, у 1934 р. встановлено фігуру Божої Матері коло садиби сестер-йосафаток на Волянах у Буську, поблизу будинку, де Л. Чачковський квартирував. Під пам'ятником розміщувалася плита з лаконічним написом «Жертва в.п. Лева Чачковського. 1934.».
Іменем Л. Чачковського названа одна з вулиць в історичному центрі Буська.